# Chloropteryx nordicaria
Chloropteryx nordicaria là một loài bướm đêm trong họ Geometridae.